# 有麟
宗室有麟（穆麟德轉寫：iolin；1802年1月6日—1848年5月9日，嘉慶六年十二月初三日酉時－道光廿八年四月初七日巳時），字號不詳。清朝鑲紅旗滿洲人，遠支宗室載字輩，清朝宗室、政治人物、將領，封爵奉恩鎮國公，後革爵。官至散秩大臣。

## 生平
道光元年（1821年）十二月，封三等輔國將軍，兼授侍衛處二等侍衛。八年（1828年）正月，襲封奉恩鎭國公。九年（1829年），因事罰俸六個月。十一年（1831年），派遣守護清東陵，署理馬蘭鎮總兵兼總管內務府大臣，因犯過罰俸三年。十二年（1832年）十月，緣事降爲奉恩輔國公。十三年（1833年）三月，授委散秩大臣。十四年（1834年），派遣守護清西陵。十八年（1838年）二月，復派遣守護清東陵。十九年（1839年）七月，革去公爵，十月，緣事發往盛京。二十八年（1848年），四月初七日卒，年四十八歲。

## 家庭及關聯
- 八世祖：廣略貝勒褚英（1580年－1615年），清太祖長子。

八世祖母：納喇氏，褚英繼夫人，淸佳努之女。
- - 七世祖：和碩敬謹莊親王尼堪（1610年－1652年），褚英三子，功封敬謹親王，拜定遠大將軍。

七世祖母：尼堪庶福晉，蒙固爾岱之女。
- -     - 六世祖：已削鎮國公蘭布（1642年－1680年），尼堪長子，歷封敬謹親王，降為鎮國公後因事追削。

六世祖母：瓜爾佳氏，蘭布繼妻，參領跨占之女，鰲拜孫女。
- -     -       - 五世祖：輔國公品級賴士（1662年－1732年），蘭布四子，封輔國公品級。

五世祖母：納喇氏，賴士側室，達里祜之女。
- -     -       -         - 高祖父：輔國簡恪公伊爾登（1684年－1749年），賴士三子，襲封輔國公，官至正黃旗蒙古都統，諡簡恪。

高祖母：薩克達氏，伊爾登嫡妻，護軍統領察哈泰之女。
- -     -       -         -           - 曾祖父：已革輔國公富春（1712年－1781年），伊爾登七子，襲封輔國公，官至杭州將軍，因事革爵革職。

曾祖母：博爾濟吉特氏，富春嫡妻，三等子烏爾圖那蘇圖之女。
- -     -       -         -           -             - 祖父：鎭國公斌寧（1742年－1781年），富春三子，襲封鎮國公，官至寧夏將軍。

祖母：沙濟富察氏，斌英嫡妻，都統廣成之女。
- -     -       -         -           -             -               - 父：鎭國公果勒豐阿（1763年－1827年），斌英長子，襲封鎮國公，官至杭州將軍。

母：方氏，果勒豐阿側室，三等護衛奇順之女。

### 兄弟
有麟排行第二，有一兄三弟。
- 德定（1790年－1800年），恩詔廕八品官，早卒。
- 有祥（1802年－1803年），早卒。
- 有鳳（1803年－1860年），襲封鎮國公，官至成都將軍。
- 有興（1805年－1857年），封輔國將軍。

### 妻室
- 嫡妻：富察氏，二等侍衛德林之女。

### 子嗣
有三子。
- 長子：玉潔（1819年－1871年），嫡富察氏出，封二等輔國將軍，官三等侍衛；娶納喇氏，宴生之女。
- 次子：玉順（1822年－1835年），嫡富察氏出，殤。
- 三子：玉琚（1825年－1863年），嫡富察氏出，廕生，官八品筆帖式。